# Anisotes diversifolius
Anisotes diversifolius es una especie de planta fanerógama perteneciente a la familia Acanthaceae. Es un endemismo de Yemen donde se encuentra en Socotra.  Su hábitat natural son los bosques secos y áreas rocosas subtropicales o tropicales. 

## Descripción
Es una especie común en bosques caducifolios donde se encuentra en el granito en las montañas Haggeher desde los 200 m (Wadi Di Negehen) a 900 m por debajo de los pináculos; de vez en cuando se encuentra en parches protegidos de bosques de Buxanthus y Rhus en barrancos y acantilados en los escarpes calizos que confluyen en la fachada marítima en el este de Socotra donde puede aparecer hasta los 50 m. Anisotes diversifolius es normalmente un arbusto con muchos tallos erectos, más bien tallos desordenados. Es muy similar a las especies de Trichocalyx pero carece de las numerosas brácteas similares a hilos que rodean las flores en ese género. Recogido desde cerca Qallansiyah en el oeste de la isla en el siglo XIX, pero no se le ha visto por allí recientemente.

## Taxonomía
Anisotes diversifolius fue descrita por Isaac Bayley Balfour y publicado en Proceedings of the Royal Society of Edinburgh 12: 88. 1884.
Sinonimia
- Anisotes diversifolius var. brevicallyx Balf.f.[3]